# Aeroportul Diamantina Lakes
Aeroportul Diamantina Lakes (IATA: DYM) este un aeroport din Queensland, Australia.
Situat la o altitudine de 106 m, aeroportul dispune de o singură pistă.